# Augusto Brogi
Augusto Brogi (Sesto Fiorentino, 1847 – Firenze, 1917) è stato un baritono e tenore italiano. Nella sua carriera trentennale ha cantato nei più famosi teatri europei.

## Biografia
Augusto Brogi, inizia la sua attività artistica come baritono nella stagione 1871-72. Dopo oltre quindici anni, nel corso della sua carriera, decise di passare al repertorio tenorile calcando le scene per altri quindici anni. Oltre alla sua carriera operistica, Augusto Brogi fu anche un insegnante di canto apprezzato ed un impegnato divulgatore della lirica italiana. Contribuì a fondare una scuola di bel canto a Firenze. Il suo vasto repertorio comprendeva 70 opere con parti famose di Verdi, Rossini, Bellini, Donizetti e Bizet tra i suoi preferiti. Non ha mai registrato dischi. Lo scultore Pompeo Coppini realizzerà il suo monumento funebre.